# Иван Ж. Лазаревић
Иван Ж. Лазаревић (Београд, 1953) српски је економиста, писац, публициста, нумизматичар и библиофил.
Лазаревић је један је од оснивача и генерални секретар Српског библиофилског друштва. Добитник је награде Српског нумизматичког друштва за развој нумизматике у Србији.